# Vrchol věčného světla
Vrchol věčného světla (anglicky peak of eternal light, zkráceně PEL) je označení pro bod na povrchu tělesa sluneční soustavy (obecně ale i mimo ni), který je díky své poloze a rotaci tělesa neustále vystaven slunečnímu svitu. Principiálně jde o vyvýšená místa v blízkosti pólů jako jsou pohoří nebo okraje impaktních kráterů. Tato místa mohou existovat na objektech s nízkým úhlem sklonu rotační osy.
Jejich existenci na povrchu Měsíce předpověděl francouzský astronom Camille Flammarion již v roce 1879, první kandidáti na takové objekty byly nalezeny ale až v roce 2004 na snímcích sondy Clementine. Sonda MESSENGER lokalizovala podobné místo i na povrchu Merkuru.
Vrcholy věčného světla představují ideální místo pro vesmírnou základnu, protože taková místa umožňují trvalý zdroj solární energie a v kombinaci s ledem z nedalekých kráterů věčné tmy i dostatek vody.